# 清宮克幸
清宮 克幸（きよみや かつゆき、1967年7月17日 - ）は、大阪府大阪市福島区出身の元ラグビー選手、日本ラグビーフットボール協会副会長。
早稲田大学ラグビー蹴球部の元監督。トップリーグヤマハ発動機ジュビロの前監督。日本健康医療専門学校校長。現役時代のポジションはナンバーエイト、フランカー。長男はプロ野球選手・清宮幸太郎。

## 経歴

### 現役時代
小学校時代の清宮は野球、中学時代はサッカーをしていた。腕力が強く、エネルギーがあり余り気味の清宮に学級担任が「ラグビーするなら茨田（大阪府立茨田高等学校）へ行け」と強く勧められたのがきっかけで同校へ進学した。面魂、体格、センス、すべて出色の清宮を認めた当時の茨田高校の吉岡隆（教諭）監督は1年時から清宮をレギュラーとして起用した。3年時、主将として茨田高校3度目の全国花園大会出場に貢献するとともに高校日本代表主将も務めた。
その後早稲田大学教育学部体育学専修に進学し、早大ラグビー部に入部した。同期に後藤禎和や打矢二郎らがいる。2年時に日本選手権優勝、4年時は主将として全国大学選手権優勝した。
卒業後はサントリーに入社、同社ラグビー部の中心選手として主将も務めた。1995年度にはチームは全国社会人大会優勝、日本選手権優勝を達成した。1997,1998年度全国社会人大会準優勝、2001年に現役を引退した。
年代別日本代表でも活躍し、1985年高校日本代表では主将を務め、1990年U23日本代表としてアメリカ代表に勝利。1992年日本選抜でオックスフォード大学に勝利したものの、フル代表には選出されなかった。

### 監督時代
2001年早大ラグビー蹴球部の監督に就任し、関東大学対抗戦全勝優勝に導いた。当時―のチームで主将を務めていた山下大悟は後のインタビューで清宮の指導について「清宮さんはその時のラグビーのトレンドをふまえた上で、ワセダの強みを作っていました。ターゲットである関東学院に勝つために最終的になりたい姿を描いて、そこから逆算して必要なスキルを身に着けるための練習をやっていた。特に接点のこだわり、セットプレーのこだわりは強烈でしたね。フィットネスに関してもそれまでやっていたヘッドダッシュを廃止して、走行距離やスピード、強度を数値化した。実体が見えにくかったものをデータ化し、それを元に一人ひとりをしっかり見ていました」と話している。山下が入学した1999年の頃は、午後4時半（1年生は午後3時半）から11時過ぎまで練習するにもかかわらず結果が出なかったが、清宮が監督に就任してからは数か月でチームが強くなった。
2003年13年ぶりに全国大学選手権優勝。
総合スポーツクラブ「ワセダクラブ」の建設や専務理事、ならびに「奥・井ノ上イラク子ども基金」発起人となる。清宮監督は基金の名称に冠した故・奥克彦大使（参事官より2階級特進）を兄のように慕っており、清宮監督時代の早稲田大学のスローガンである「アルティメット・クラッシュ」は奥によって名付けられたものである。
2005年、諸岡省吾組（主将）の下、監督就任後2度目の全国大学選手権優勝に導く。2006年、佐々木隆道組にて連覇達成。優勝インタビューでは言葉を詰まらせる場面も。さらに日本選手権2回戦では社会人のトヨタ自動車ヴェルブリッツと対戦、トーナメント制移行後初めて社会人上位チームを破った。この年限りで中竹竜二に監督を譲って勇退、サントリーサンゴリアスの監督に就任した。
サントリー監督就任後、早速主将に山下大悟を抜擢したほか、佐々木隆道・青木佑輔の早大勢、関東学院大学の主将を務めた有賀剛らを補強した。1シーズン目はトップリーグ2位、マイクロソフトカップ準優勝。サントリー2シーズン目にマイクロソフトカップ優勝を果たした。
2010年2月、サントリー監督を辞任。
2011年2月、ヤマハ発動機ジュビロの監督に就任し、2015年2月28日、第52回日本ラグビーフットボール選手権大会決勝においてサントリーを破り、初優勝を果たした。
2019年6月、日本ラグビーフットボール協会の副会長に就任した。

## 主な著作・監修
- 『「荒ぶる」復活』（講談社） 2002.11
- 『大西鉄之祐ノート「荒ぶる魂」 早稲田ラグビーの神髄』（講談社）※監修 2004.11
- 『最強の早稲田ラグビー 世界を狙う「荒ぶる」魂 』（講談社） 2004.11
- 『究極の勝利 ULTIMATE CRUSH』（講談社）2006.2　ISBN 4062132710